# Asyl
Asyl (av latin asy'lum, 'fristad', 'tillflyktsort') eller politisk asyl är det skydd en stat eller en organisation i en stat kan erbjuda förföljda personer under sin jurisdiktion. Detta kan ges på det territorium som man kontrollerar, inklusive på ambassader i andra länder.
Den som ansöker om skydd av en stat kallas asylsökande. Det är en mänsklig rättighet att få söka asyl, men det är upp till enskilda länder att bestämma på vilka grunder en person har rätt till att få asyl beviljad. Enligt principen om non-refoulement får en person inte heller utvisas till ett land där han eller hon löper överhängande risk att förföljas, utsättas för tortyr eller dödas. UNHCR publicerar varje år statistik över antalet asylsökande till industriländer.
Inom Europeiska unionen finns det en gemensam asylpolitik. Den innefattar bland annat enhetliga villkor för vem som har rätt till asyl (skyddsgrundsdirektivet), vilken medlemsstat som ansvarar för att utreda en asylansökan (Dublinförordningen), hur asylsökande ska behandlas (mottagandedirektivet) och hur asylproceduren ska gå till (asylprocedurdirektivet).

## Fristad
En fristad är enligt Svensk ordbok utgiven av Svenska Akademien "en skyddad plats för jagad person".

### Historiskt
Begreppet fristad är historiskt främst känt från judisk lag och Bibeln, där det omnämns som en plats dit de som av våda gjort sig skyldiga till dråp kunde ta sin tillflykt och slippa straff under den tid vederbörande uppehöll sig där. Dessa fristäder utgjordes av gamla kultplatser i det gamla Israel.  I modernare tid används begreppet ibland som en plats dit asylsökande flyktingar från olika delar av världen enligt internationella avtal kan fly och söka uppehållstillstånd. Framför allt används det för en relativt ny organiserad verksamhet, som bereder skydd för författare och andra kulturutövare från förföljelser i hemlandet.

### Fristäder för författare och kulturpersoner
I början av 1990-talet väcktes idén av organisationen International Parliament of Writers (IPW), med den förföljde författaren Salman Rushdie som ordförande, att upprätta ett internationellt nätverk av städer, som var villiga att erbjuda skydd åt förföljda författare från olika länder. Vid en kongress i Strasbourg initierade IPW den första samarbetsorganisationen för sådana fristäder, International Network of Cities of Asylum (INCA), vilken knöts till Europarådet och med Strasbourg som dess första anslutna fristad. Från 1995 anslöt sig därnäst Barcelona, Stavanger med flera städer som de första att ta emot dessa fristadsförfattare. Utöver författare av olika slag inräknas även till exempel översättare och journalister i begreppet. Då IPW och INCA år 2004 av ekonomiska skäl tvangs lägga ner sin verksamhet, startade de befintliga fristäderna den nya gemensamma medlemsorganisationen International Cities of Refuge Network (ICORN) år 2005 med säte i norska Stavanger. Numera finns närmare 50 anslutna fristäder och regioner i Västeuropa och Nordamerika (2014). Från år 2007 finns även INCA:s parallellorganisation Shahrazad, som med stöd av bland andra EU fungerar som utsatta och landsflyktiga författares, kulturutövares och verksamheters kulturella informations- och nätverksorgan gentemot omvärlden.
En stad som önskar kvalificera sig som ansluten fristad måste förbinda sig att bereda skydd, boende, uppehållsstipendium för levnadskostnader, allmänt socialt stöd och samhällelig vägledning inom den skyddssökandes yrkesområde under en tid av 1–2 år, samt bland annat ombesörja resa och visum. Därefter måste man bistå vederbörande med hjälp att finna en fungerande lösning för den efterföljande livssituationen, i vissa fall permanent uppehållstillstånd, en sedvanlig asylprocess eller liknande, i andra fall ett möjligt återvändande till hemlandet eller till annat land. I samarbete med författarorganisationen PEN International utreds ett eventuellt fristads-behov av en hjälpsökande person och bedöms personen uppfylla kriterierna kan vederbörande godkännas och inbjudas att bo i någon av fristäderna. Efterhand har fristadsbegreppet försiktigt vidgats att även kunna omfatta kulturutövare inom andra kulturområden.
1996 anslöt sig den första svenska fristaden, Göteborg, följd av Stockholm 1998. Antalet fristäder i Sverige ökar kontinuerligt och har under det tidiga 2010-talet också börjat innefatta bland annat musiker, tonsättare och bildkonstnärer i vissa städer. Hitintills utgörs de övriga svenska fristäderna av 24 kommuner däribland Uppsala, Malmö/Region Skåne, Växjö, Sigtuna, Jönköping/Region Jönköpings län, Skellefteå, Umeå, Luleå och Orsa (2014). Diskussioner förs i ytterligare kommuner.

## Flyktingkrisen 2015
Det stora antalet asylsökande under 2015 ås migrationskris i Europa innebar en prövning för det europeiska asylsystemet. I framför allt Sverige och Tyskland ankom ett stort antal asylsökande under 2015, drygt 160 000 respektive drygt en miljon. Den svenska regeringen ansåg att antalet var så pass stort att myndigheterna inte kunde hantera situationen på ett ordnat sätt. Med motiveringen att detta hotade den allmänna ordningen och den inre säkerheten införde den svenska regeringen tillfälliga gränskontroller mot framför allt Danmark i november 2015. Detta hindrade dock inte personer från att kunna söka asyl vid den svenska gränsen. Därför föreslog regeringen i december 2015 att ett transportöransvar för tåg-, buss- och färjetrafik skulle införas för resor från Danmark till Sverige. Riksdagen godkände detta i mitten av december 2015. Vid omröstningen i riksdagen var samtliga riksdagspartier för identitetskontrollerna utom Centerpartiet och Vänsterpartiet. Transportöransvaret ledde till att bland annat tågbolagen fick införa identitetskontroller innan passagerarna stiger på tågen mot Sverige. Eftersom många asylsökande saknar giltiga ID-handlingar hindrade detta i praktiken dem från att nå svenskt territorium och på så sätt kunna söka asyl i Sverige.[källa behövs]